# Campionato italiano di Formula 3 2001
Il Campionato italiano di Formula 3 2001 fu il trentasettesimo della serie. Fu vinto da Lorenzo del Gallo della Scuderia Del Gallo su Dallara F300-Fiat.